# Colobura annulata
Colobura annulata là một loài bướm ngày thuộc họ Nymphalidae. Nó được tìm thấy ở Trung Mỹ (as far phía bắc as miền nam California và Northern Texas) và the Northern parts of Nam Mỹ.
The length of the fore-wings is about 36 mm.
Ấu trùng ăn Cecropia species.